# Doc Holliday
John Henry "Doc" Holliday, född 14 augusti 1851 i Griffin, Georgia, död 8 november 1887 i Glenwood Springs, Colorado, var en amerikansk tandläkare och revolverman.
Holliday var god vän med Wyatt Earp och deltog liksom denne och hans bröder Virgil Earp och Morgan Earp i revolverstriden vid O.K. Corral. Holliday hade under många år till och från ett förhållande med Mary K. "Big Nose Kate" Cummings. Han avled till följd av tuberkulos på ett sanatorium, och begravdes på Linwoods pionjärkyrkogård.

## I populärkultur

### Film och television
Skådespelare som har gestaltat Doc Holliday i urval:
- Kirk Douglas i Sheriffen i Dodge City (1957)
- Val Kilmer i Tombstone (1993)
- Dennis Quaid i Wyatt Earp (1994)

### Musik
- Danska metalbandet Volbeat har skrivit en låt vid namn Doc Holliday på albumet Outlaw Gentlemen & Shady Ladies

- Svenska "power metal"-bandet Civil War har skrivit en låt vid namn Tombstone som handlar om revolverstriden vid O.K. Corall på albumet The Last Full Measure.